# Tiānhuǒ
Tiānhuǒ (em inglês:Skyfire;chinês: 天 · 火; bra:Céu em Chamas) é um filme dirigido por Simon West de ação e catástrofe sobre uma erupção vulcânica em um resort. É o primeiro filme de desastre de grande orçamento da China. Embora originalmente programado para ser lançado em julho de 2019, ele estreou na China em 12 de dezembro de 2019 e ficou em primeiro lugar nas bilheterias no dia da estreia. No Brasil, foi lançado pela California Filmes em 2020.
O filme foi planejado para ser o primeiro de uma trilogia.

## Elenco
- Wang Xueqi - Wentao Li
- Hannah Quinlivan - Li Xiao Meng
- Shawn Dou - Zhengnan
- Jason Isaacs - Jack Harris
- Bee Rogers - Li Xiao Meng (jovem)